# Río Árrago
El Arrago o Árrago es un río del interior de la península ibérica, afluente del Alagón. Discurre por la provincia española de Cáceres.

## Descripción

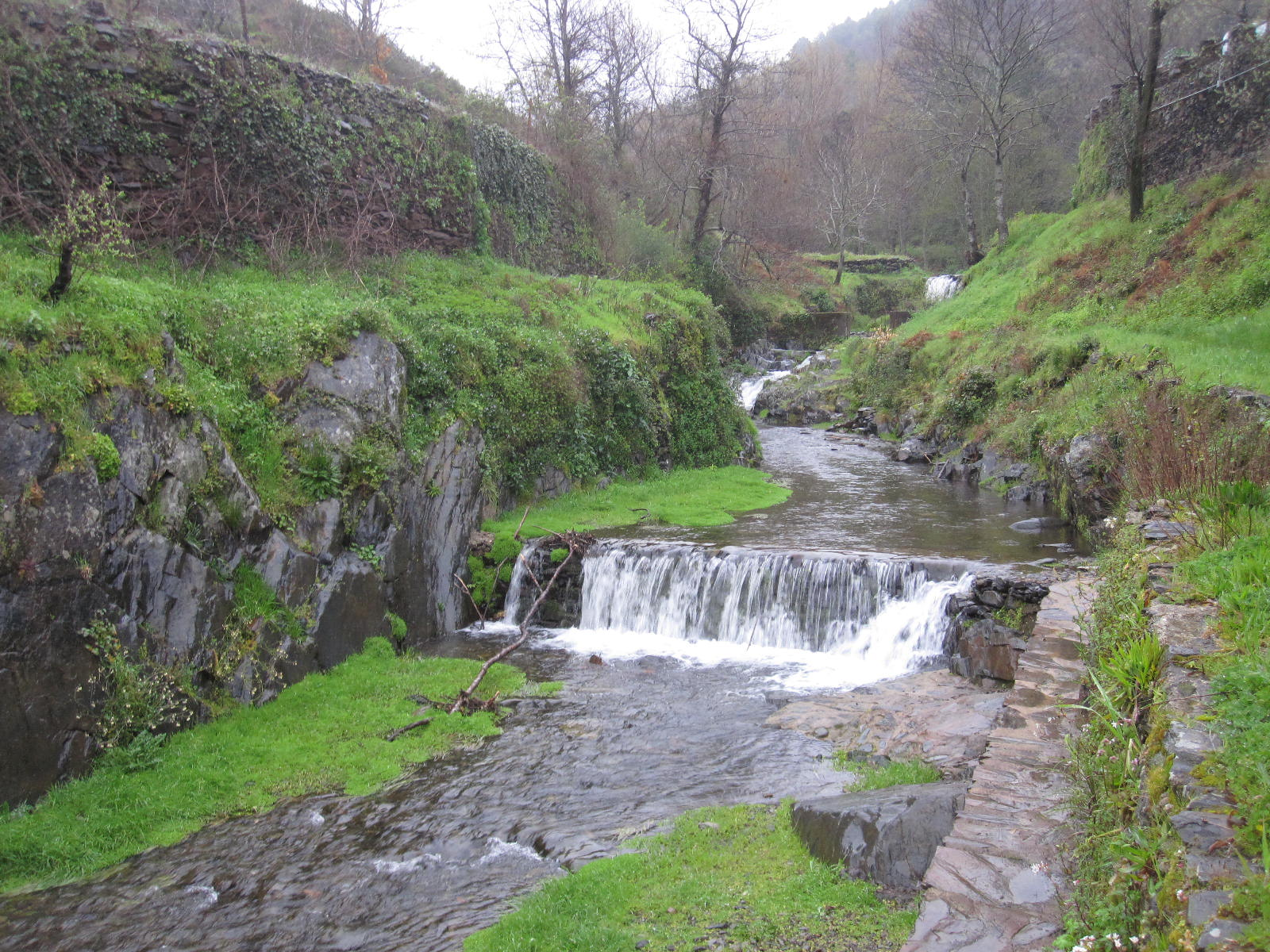
El Árrago en Robledillo de Gata

El río Árrago, que discurre en dirección noreste-suroeste por el norte de la provincia de Cáceres, pertenece a la cuenca hidrográfica del Tajo.  Uno de sus afluentes es la rivera de Gata. Termina desembocando en el río Alagón al norte de Ceclavín, en el paraje conocido como los Canchos de Ramiro. Sus aguas, represadas en el embalse de Borbollón, acaban vertidas en el Atlántico.  
A mediados del siglo XIX, según Madoz, se pescaban barbos y bogas en el río. Aparece descrito en el tercer volumen del Diccionario geográfico-estadístico-histórico de España y sus posesiones de Ultramar de Pascual Madoz de la siguiente manera:

ARRAGO: r. en la prov. de Cáceres: nace en la tierra de los Angeles por cima del pueblo de Robledillo de Gata, baja bañando el térm. de este pueblo, Descargamaria, Cadalso, Hernan Perez, Santivañez el Alto, Gata y Moraleja: recoje en este tránsito las aguas de las riberas Trasgas, Patana y Gata con otros arroyuelos que se desprenden de aquellas sierras y entra en el Alagon, corriendo siempre al SO. 2 leg. por bajo de Moraleja, al N. de Ceclavin: no tiene puente ninguno; es vadeable en todo tiempo, pero sus crecidas son tan terribles que han causado muchas desgracias: tiene un curso de 9 leg. y cria algunos barbos y bogas.
(Madoz, 1846, p. 8)